# Erich Mallina
Erich Mallina (geboren 9. April 1873 in Prerau, Österreich-Ungarn; gestorben 19. November 1954 in Wien) war ein österreichischer Maler und Hochschullehrer.

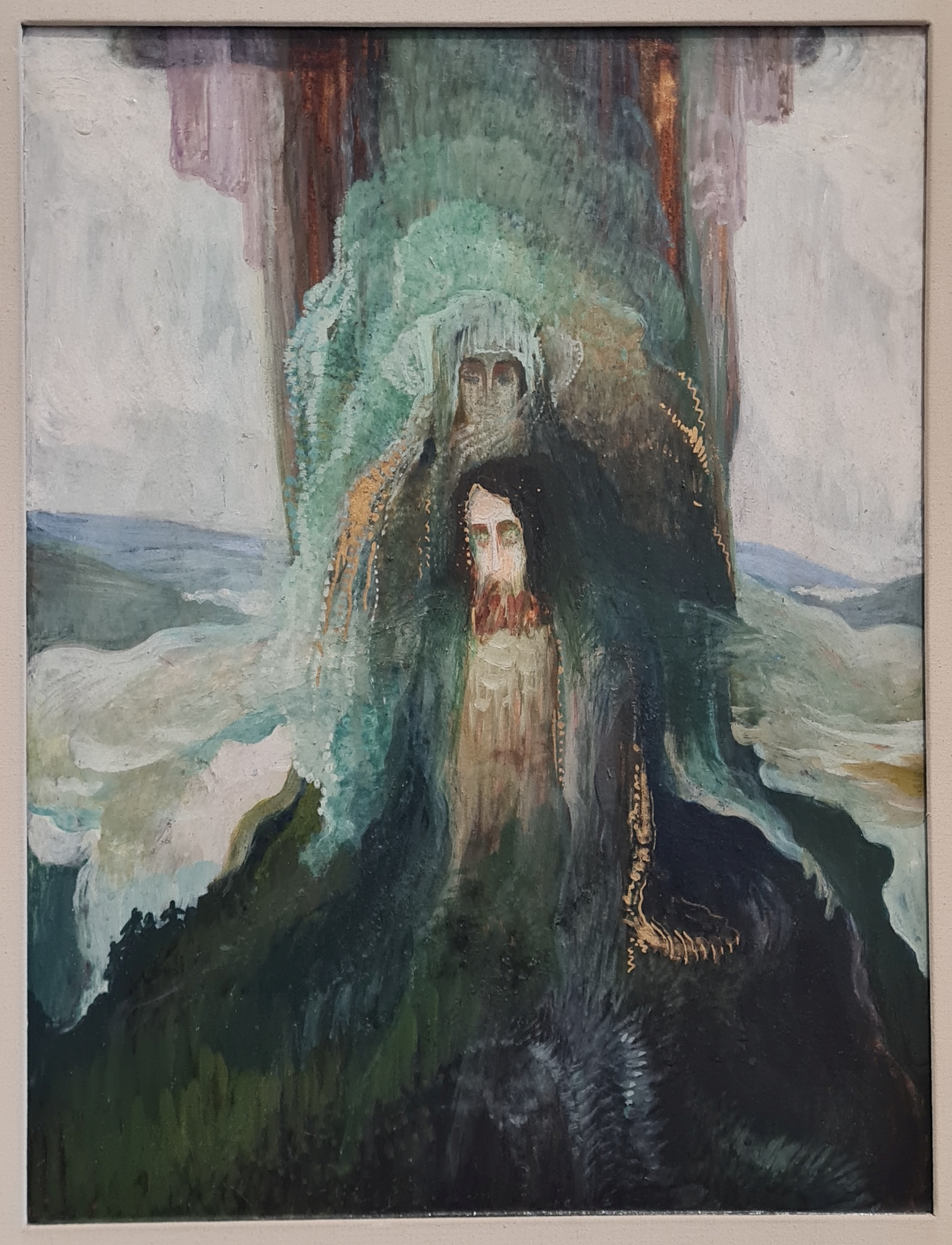
Pietà (1905)

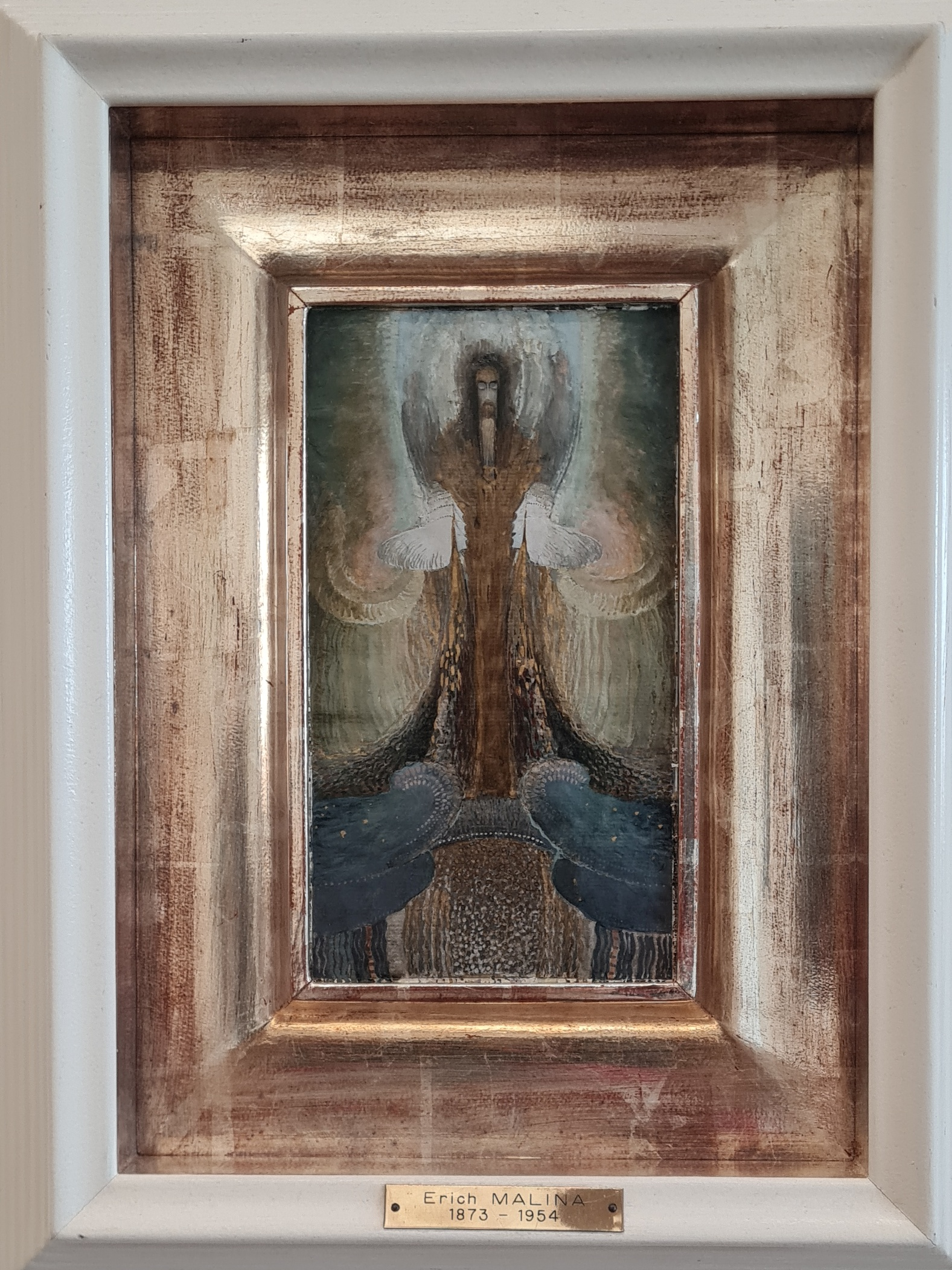
Engel

## Leben
Erich Mallina besuchte die Lehrerbildungsanstalt in Troppau und wurde 1892 Volksschullehrer. Ab 1898 studierte er an der Wiener Kunstgewerbeschule unter anderem bei Alfred Roller, Willibald Schulmeister und Cajetan. Ab 1903 lehrte er selbst figürliches Zeichnen und Aktzeichnen an der Kunstgewerbeschule. Er wurde 1906 Professor und ging 1930 in den Ruhestand. Seine Malerei betrieb er nur nebenher. Er war Mitglied der Theosophischen Gesellschaft in Wien und wurde dadurch in seiner Sujetauswahl und Bildgestaltung geprägt. Mallina beteiligte sich selten an Ausstellungen.

## Anerkennungen
- 1904 eine Goldmedaille der Weltausstellung 1904 in St. Louis.
- 1931 wurde er mit dem Goldenen Ehrenzeichen der Republik Österreich ausgezeichnet.